# Patty Schemel
Patricia Theresa Schemel, detta Patty (Marysville, 24 aprile 1967), è una batterista statunitense.

## Carriera
È conosciuta soprattutto per essere stata la batterista del gruppo rock Hole dal 1992 al 1998. Nel 1998 ha deciso di lasciare la band guidata da Courtney Love, con la quale ha collaborato anche durante la sua esperienza solista.
Nel periodo 2003-2004 è stata membro di un altro gruppo rock, ossia Juliette and the Licks.
Su di lei è incentrato il film-documentario Hit So Hard, diretto da P. David Ebersole, uscito nel 2011.
Nel 2013 ha fondato con Ali Koehler (già in Vivian Girls e Best Coast) un gruppo chiamato Upset, di ispirazione punk rock.

## Discografia
Album con le Hole
- 1994 – Live Through This
- 1997 – My Body, the Hand Grenade (raccolta)
- 1998 – Celebrity Skin